# Museum für Hamburgische Geschichte/Liste produzierender Unternehmen in Hamburg
Die Liste produzierender Unternehmen in Hamburg ist ein Unterartikel zum Museum für Hamburgische Geschichte und bezieht sich auf die Ausstellung Taktgeber Hafen. Aufgelistet werden bekannte Unternehmen und historische Marken der Chemie- und Mineralölindustrie, des Schiff- und Maschinenbaus, des Flugzeugbaus und der Elektrotechnik wie zahlreiche Spezialgewerbe, die in der Stadtgeschichte von Bedeutung waren. Sie stehen als Beispiel für die guten Bedingungen, die der Hamburger Hafen für die Weiterverarbeitung importierter Rohstoffe schuf und so die Entstehung von Manufakturen und Fabriken begünstigte.
| Produkt                                                                | Unternehmen                                                    | Anmerkung | Abbildung |
| ---------------------------------------------------------------------- | -------------------------------------------------------------- | --- | --------- |
| Helbing Kümmel                                                         | Heinrich Helbing GmbH                                          | Kornbrennerei, 1836 von Johann Peter Hinrich Helbing gegründet, traditionell in Wandsbek ansässig, seit 1974 Teil der Borco-Marken-Import |           |
| ATA und VIM Scheuerpulver                                              | F. Thörl's Vereinigte Harburger Oelfabriken Aktiengesellschaft | Chemiewerk, 1906 von Friedrich Thörl in Harburg gegründet, es war der Zusammenschluss verschiedener Thörl'scher Familienunternehmen, die bereits im 19. Jahrhundert entstanden waren |           |
| Hercules Kämme                                                         | New-York Hamburger Gummi-Waaren Compagnie                      | Gummiwarenfabrik, 1870 von Johann Hinrich Wilhelm Maurien und Conrad Poppenhusen in Barmbeck gegründet, später in Harburg ansässig; 2009 Verlagerung der Produktion nach Lüneburg |           |
| Nivea, tesa und Labello                                                | Beiersdorf AG                                                  | Kosmetik- und Chemiefabrik, 1882 von Paul Carl Beiersdorf gegründet und 1890 von Oscar Troplowitz übernommen; traditionell in Eimsbüttel ansässig |           |
| Stockmeyer Spazierstöcke                                               | H. C. Meyer jr.                                                | Spazierstockfabrikation, 1839 von Heinrich Christian Meyer, genannt Stockmeyer, aus einem Tischlerbetrieb gegründet, gilt als erste mit Dampfmaschinen produzierende Fabrik Hamburgs |           |
| Gummistiefel                                                           | Phoenix AG                                                     | Gummiwarenfabrik, 1856 von Albert und Louis Cohen, Söhne einer Hamburger Bankiersfamilie, in Harburg gegründet; 2004 von der Continental AG Hannover aufgekauft |           |
| Kupferblock                                                            | Norddeutsche Affinerie                                         | Chemiefabrik, 1846 durch den Zusammenschluss der Reederei Joh. Ces. Godeffroy & Sohn und der Hüttenwerke Beit, Marcus und Salomon, Gold- und Silberscheider entstanden und 1866 als Norddeutsche Affinerie AG gegründet, firmiert seit 2009 als Aurubis, seit 1910 auf der Peute ansässig. |           |
| Gelbe Sorte, Ernte 23, Peter Stuyvesant, R6, West, John Player Special | Reemtsma Cigarettenfabriken                                    | 1910 von Bernhard Reemtsma in Erfurt gegründet, 1923 von dessen Sohn Philipp Fürchtegott Reemtsma in maschineller Produktion nach Bahrenfeld verlegt |           |
| Flügelbeschlag, Heißluftsystemteil und Hydraulikgeräteträger           | Airbus                                                         | Flugzeugbau auf dem Gelände der 1936 in Finkenwerder gegründeten Hamburger Flugzeugbau GmbH |           |
| Hamburger Bier                                                         | Holsten-Brauerei                                               | beispielhaft für die lange Tradition des Brauereigewerbes in Hamburg |           |
| Hamburger Bier                                                         | Elbschloss-Brauerei                                            | beispielhaft für die lange Tradition des Brauereigewerbes in Hamburg |           |
| Steuerungselemente von Gabelstaplern                                   | Jungheinrich                                                   | Maschinenfabrik, 1953 von Friedrich Jungheinrich in Wandsbek gegründet |           |
| Wagenrad eines Tempo Matador                                           | Vidal & Sohn Tempo-Werk                                        | Lieferwagen-Fabrik, 1928 in Harburg gegründet, 1971 von der Daimler-Benz AG übernommen |           |
| Sunlicht-Seife                                                         | Unilever                                                       | seit 1945 hat der Konzern seine Hauptverwaltung in Hamburg, seit 2009 in dem Unilever-Haus in der HafenCity |           |
| Voss Margarine                                                         | Heinrich Voss Margarinewerke                                   | Margarinefabrik, 1904 von Heinrich Voss in Winterhude an der Humboldtstraße gegründet, 1909 nach Bramfeld an die Bramfelder Straße verlegt; die Produktion wurde 1978 eingestellt |           |
| Rama                                                                   | Margarine-Union                                                | Margarinefabrik, die Margarine-Union war seit 1927 Teil des Unilever-Konzerns |           |
| Zigarren                                                               | Emil Wohlsdorff KG                                             | Zigarrenfabrik und Tabakwarenhandel, das Stammhaus am Georgsplatz in der Altstadt wurde 1907 von Emil Karl Ferdinand Wolsdorff gegründet, 1997 Verkauf an die Oettinger Davidoff Group in Basel                                                                                            |           |
| Füllfederhalter und Karton                                             | Montblanc                                                      | Schreibwarenhersteller, 1906 gegründet, ab 1908 im Schanzenviertel angesiedelt, 1989 Umzug nach Eidelstedt |           |
| Filzstift-Marker                                                       | Edding                                                         | Schreibwarenhersteller, 1960 in Barmbek von Carl-Wilhelm Edding und Volker Detlef Ledermann gegründet, seit 1970 in Ahrensburg ansässig |           |
| Speiseeis                                                              | Langnese                                                       | 1927 von dem Kaufmann Karl Rolf Seyferth gegründet, 1936 über die Margarine-Union an Unilever verkauft |           |
| Smarties und Choco Crossies                                            | Nestlé S.A.                                                    | vormals Hamburger Niederlassung der Rowntree MacIntosh GmbH am Neumarkt |           |
| Tennisbälle                                                            | Phoenix AG                                                     | Gummiwarenfabrik, 1856 von Albert und Louis Cohen, Söhne einer Hamburger Bankiersfamilie, in Harburg gegründet; 2004 von der Continental AG Hannover aufgekauft: neben klassischen Gummiwaren enthält die Warenpalette auch Tennisbälle                                                    |           |
| Kursmünzensätze DM und Euro                                            | Hamburgische Münze                                             | die 1875 eingerichtete Prägestätte ist die älteste deutsche Münzprägeanstalt und führt als Münzzeichen ein „J“ |           |
| Zapfventile                                                            | ELAFLEX - Gummi Ehlers GmbH                                    | Spezialist für Betankungstechnik, gegründet 1923 mit Firmensitz in Stellingen |           |
| Klaviertasten                                                          | Steinway & Sons                                                | die Hamburger Filiale der Klavierfabrik wurde 1880 an der Schanzenstraße eröffnet |           |
| Nieten und Schiffsstahlwandteil                                        | Blohm + Voss                                                   | Schiffbau, 1877 von Hermann Blohm und Ernst Voss auf Steinwerder gegründet |           |
| Weinessig                                                              | Carl Kühne KG                                                  | Lebensmittelhersteller, seit 1945 Hauptsitz in Hamburg |           |
| Ersatzkaffee Koff und Java-Kaffee                                      | J. J. Darboven                                                 | Kaffeerösterei, 1866 von Johann Joachim Darboven gegründet, Firmensitz in Billbrook |           |
| Aristo Rechenschieber                                                  | Dennert & Pape                                                 | Entwicklung von geodätischen Instrumenten, 1862 von Johann Christian Dennert gegründet, Betrieb bis 1978 in der Juliusstraße im Schanzenviertel |           |
| Aurora Weizenmehl                                                      | Aurora Mühle Hamburg GmbH                                      | 1897 von Georg Plange in Wilhelmsburg gegründet |           |
| Advocaat-Eierlikör                                                     | Heinrich von Have                                              | Spirituosen Manufaktur und Weinkellerei, 1868 von Heinrich von Have in Bergedorf gegründet |           |
| Mineralwasserflache von 1920                                           | Albertus Delfs Mineralwasseranstalt und Bierverlag             | |           |
| Fischkonserve                                                          | Gottfried Friedrichs KG                                        | Fischfabrik, 1908 unter dem Namen Erste Hanseatische Feinfisch-Manufactur in Altona von Gottfried Friedrichs gegründet |           |
| Kemm’sche Kuchen                                                       | J.G. Kemm                                                      | Rezept von 1782. Die Kemm’sche Backwarenfabrik wurde 1903 in Lokstedt gegründet, Produktion lief dort 1995 aus |           |